# Црква Светог апостола Павла у Цветкама
Црква Светог апостола Павла у Цветкама, насељеном месту на територији града Краљева, припада Епархији жичкој Српске православне цркве.
Црква посвећена Светом апостолу Павлу подигнута је 1964. године, за осам месеци рада. Налази се у заједничкој порти са црквом брваром посвећеној Светој Богородици из 1824. године, која представља непокретно културно добро као споменик културе од великог значаја.
Цркву је подигао свештеник Милан Гавриловић са парохијанима, за време Епископа жичког Василија Костића.